# Adolf Wild von Hohenborn
Johann Heinrich Adolf Wild von Hohenborn, född den 8 juni 1860 i Kassel, död den 25 oktober 1925 i Malsburg-Hohenborn, var en tysk general.
Wild von Hohenborn blev 1883 officer, 1910 chef för ett grenadjärregemente, 1912 generalmajor och vid krigsutbrottet 1914 direktor för allmänna krigsdepartementet i krigsministeriet. Han förordnades i november samma år till generalkvartermästare i stora högkvarteret, var januari 1915–oktober 1916 med generallöjtnants grad krigsminister och förflyttades därpå till befälet över 16:e armékåren på den franska krigsskådeplatsen.